# Matnice

Boční řez optickou soustavou jednooké zrcadlovky: Světlo (obraz) prochází objektivem (1) a odráží se od zrcadla (2) na matnici (5). Spojná čočka (6) jej koncentruje do pětibokého optického hranolu (7), odkud prochází do hledáčku (8). Při expozici se zrcadlo zvedne a otevře se závěrka (3), skrz niž světlo promítne na senzor (4) stejný obraz jako do hledáčku

Matnice ve fotografické technice je skleněná, na jedné straně matovaná deska, na které se rozptyluje dopadající světlo.

## Popis
U některých velkých fotografických kamer se vkládá na místo fotografické desky, aby se objekt mohl před fotografováním zaostřit a pozorovat. V jednookých zrcadlovkách funguje systém následovně: Světlo projde objektivem a odráží se od zrcadla na matnici. Spojná čočka jej koncentruje do pětibokého hranolu, odkud prochází do hledáčku. Při expozici se zrcadlo zvedne a otevře se závěrka, jíž světlo promítne na senzor stejný obraz jako na matnici (viz obrázek vpravo).

Matnice se používá také u fotografických nebo promítacích přístrojů na zaznamenání reálného optického obrazu a slouží na zaostření obrazu objektu. U zvětšovacích přístrojů se používá na rozptyl světla světelného zdroje.

## Galerie

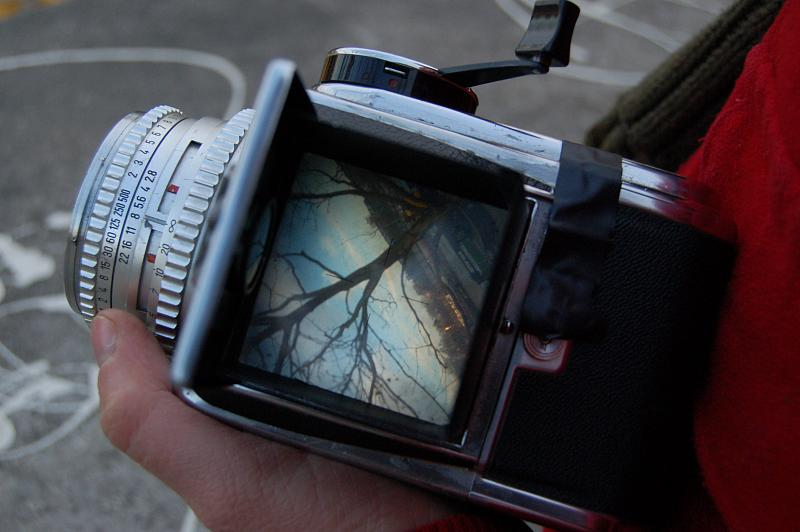
Hledáček fotoaparátu Hasselblad
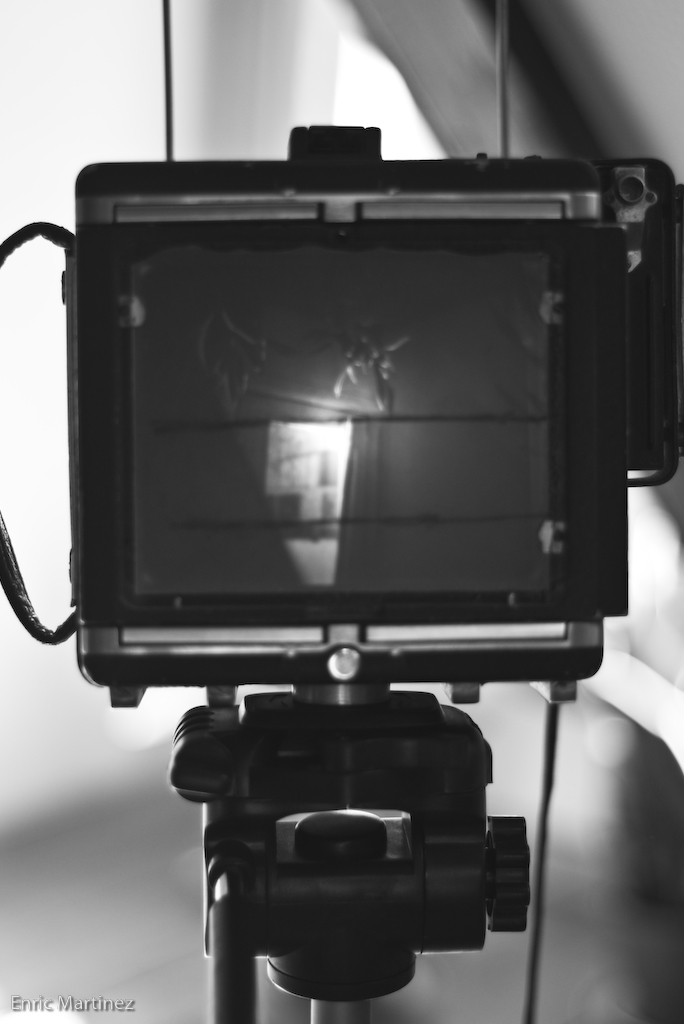
Matnice kamery Busch Pressman, 9x12 cm